# Mihai Stoichiță
Mihai Stoichiță (* 10. Mai 1954 in Bukarest) ist ein ehemaliger rumänischer Fußballspieler und -trainer. Er bestritt 215 Spiele in der höchsten rumänischen Fußballliga, der Divizia A. Als Spieler gewann er im Jahr 1974 mit Jiul Petroșani den rumänischen Pokal, als Trainer mit Steaua Bukarest die Meisterschaft 1998.

## Karriere als Spieler
Die Karriere von Stoichiță begann im Jahr 1973 bei Jiul Petroșani in der Divizia A. Obwohl er mit seinem Klub in der Liga gegen den Abstieg kämpfte, gewann er im Jahr 1974 mit seinem Team im Finale gegen Politehnica Timișoara den rumänischen Pokal. In den folgenden Spielzeiten kämpfte er mit Jiul zunächst um den Klassenverbleib, ehe der Klub die Saison 1976/77 auf dem fünften Platz beendete und die Qualifikation für den UEFA-Pokal nur knapp verpasste. In den folgenden Jahren fiel sein Klub wieder in die unteren Tabellenregionen zurück.
Im Sommer 1981 verließ er Jiul zu Progresul Vulcan Bukarest, musste mit seinem neuen Klub am Ende der Saison 1981/82 in die Divizia B absteigen. Nachdem der direkte Wiederaufstieg verpasst worden war, wechselte er zu CS Târgoviște zurück ins Oberhaus. Auch mit seinem neuen Klub musste er absteigen. In der Winterpause 1984/85 kehrte er zu Progresul zurück. Dort verpasste er zweimal knapp die Rückkehr in die Divizia A. Im Sommer 1986 wechselte er zu Erstligist Gloria Buzău. Dort musste er am Spielzeit 1986/87 abermals absteigen. Zu Beginn des Jahres 1988 wechselte er zu Autobuzul Bukarest, wo er ein halbes Jahr später seine aktive Laufbahn beendete.

## Karriere als Trainer
Im Sommer 1988 wurde Stoichiță Assistenztrainer bei seinem früheren Klub Progresul Bukarest, der mittlerweile in die Divizia C abgestiegen war. Im Sommer 1992 übernahm er Autobuzul Bukarest in der Divizia B. Ein Jahr später wurde er Assistenztrainer von Florin Halagian bei Dinamo Bukarest, ehe er ab Sommer 1994 Dumitru Dumitriu bei Steaua Bukarest assistierte. Das Gespann gewann in den folgenden drei Jahren stets die rumänische Meisterschaft. Nachdem Dumitriu im Sommer 1997 zu AEK Athen gewechselt war, wurde er dessen Nachfolger und holte mit der Meisterschaft 1998 seinen ersten Titel als Cheftrainer. Nur wenige Monate nach diesem Erfolg wurde er im Oktober 1998 entlassen und durch Emerich Jenei ersetzt.
Im Sommer 1999 wurde er Cheftrainer des FC Național Bukarest in der Divizia A. Dort schloss er mit seinem Team die Spielzeit 1999/2000 auf einem Platz im Mittelfeld ab. Anschließend übernahm er den bulgarischen Erstligisten Litex Lowetsch. Dort wurde er bereits im Oktober 2000 wieder entlassen. Im Januar 2001 übernahm Stoichiță die Nationalmannschaft Panamas. Nachdem er beim UNCAF Nations Cup 2001 die Qualifikation zum Gold Cup 2002 verpasst hatte, trennten sich die Wege im Sommer 2001 wieder.
Zu Beginn des Jahres 2002 übernahm Stoichiță den moldauischen Erstligisten Sheriff Tiraspol. Nach der Meisterschaft 2002 übernahm er als Nachfolger von Ersun Yanal den türkischen Erstligisten MKE Ankaragücü. Anfang Mai 2003 wurde er Nationaltrainer Armeniens. Die Mannschaft schloss die Qualifikation zur Europameisterschaft 2004 auf dem vierten Platz ab. Sein Vertrag wurde im Sommer 2004 nicht verlängert. Anfang 2005 beerbte er Sorin Cârțu als Cheftrainer von Oțelul Galați. Im Sommer 2005 musste er Aurel Șunda weichen. Kurz darauf übernahm er die kuwaitische Nationalmannschaft. Nachdem er die Qualifikation zur Asienmeisterschaft 2007 aufgrund des verlorenen direkten Vergleichs gegenüber Bahrain verpasst hatte, wurde er im Dezember 2006 entlassen.
Im Sommer 2007 übernahm er den zyprischen Erstligisten Aris Limassol. Am Ende der Spielzeit 2007/08 musste sein Team absteigen. Anfang 2009 wurde Stoichiță Cheftrainer von AEL Limassol. Er führte den Klub in der Saison 2008/09 zwar in die Finalrunde um die Meisterschaft, schloss diese jedoch auf dem letzten Platz ab und verfehlte die Qualifikation zum Europapokal. Im Sommer 2009 trennten sich die Wege wieder. Im September 2009 beerbte er Cristiano Bergodi bei Steaua Bukarest. Er konnte in der Spielzeit 2009/10 nicht die angestrebte Meisterschaft gewinnen und wurde im Sommer 2010 entlassen. Anschließend verpflichtete ihn Ligakonkurrent Astra Ploiești. Hier musste er nach fünf Spieltagen seinen Platz Ende August 2010 wieder räumen, nachdem sein Team nur drei Punkte geholt hatte. Wenige Wochen später heuerte er erneut bei AEL Limassol an. Sein drittes Engagement auf Zypern war ebenfalls nicht erfolgreich, denn er wurde im Februar 2011 bereits wieder entlassen.
Im Oktober 2011 wurde er als Nachfolger von Constantin Stancu Cheftrainer von CS Mioveni in der rumänischen Liga 1. Er löste seinen Vertrag nur einen Monat später zugunsten eines Engagements bei Apollon Limassol wieder auf. Im März 2012 verließ er Zypern, da er abermals die Gelegenheit hatte, Steaua Bukarest zu trainieren. Auch in der Saison 2011/12 konnte er Steaua nicht zur Meisterschaft führen und wurde nach Saisonende wieder entlassen. Zu Beginn der Saison 2012/13 wurde Stoichiță zum zweiten Mal Cheftrainer von Sheriff Tiraspol. Obwohl Sheriff auf Meisterschaftskurs lag, trennten sich die Wege Anfang April 2013 wieder.
Ab Sommer 2013 trainierte er für ein Jahr den kuwaitischen Klub al Salmiya. Im Oktober 2015 wurde Stoichiță Cheftrainer von Petrolul Ploiești in der Liga 1. Nach nur einem Sieg aus acht Spielen musste er seinen Stuhl beim abstiegsbedrohten Klub im Januar 2016 wieder räumen. Seit Ende Januar 2017 arbeitet er als Technischer Direktor beim rumänischen Fußballverband.

## Erfolge

### Als Spieler
Jiul Petroșani
- Rumänischer Pokalsieger: 1974

### Als Trainer
Steaua Bukarest
- Rumänischer Meister: 1998
- Rumänischer Supercupsieger 1998

Sheriff Tiraspol
- Moldauischer Meister: 2002
- Moldauischer Pokalsieger: 2002

Pyunik Yerevan
- Armenischer Meister: 2004
- Armenischer Pokalsieger: 2004
- Armenischer Supercup: 2004